# Christopher Wolstenholme
Christopher (Chris) Tony Wolstenholme (Rotherham (Yorkshire), 2 december 1978) is de basgitarist van de Britse rockband Muse. Soms speelde Wolstenholme ook keyboard of gitaar. Dit werk is later tijdens concerten overgenomen door Morgan Nicholls.

## Biografie
Chris groeide op in Rotherham voordat hij verhuisde naar Teignmouth in 1989. Daar werd hij drummer in een postpunk-band. Toen Matthew Bellamy en Dominic Howard problemen hadden met de bassisten van hun band, besloot Chris te stoppen als drummer en werd hij bassist bij hun band. Ze noemden zich The Rocket Baby Dolls. Na een wedstrijd die ze wonnen werd de naam veranderd in Muse. Wolstenholme was getrouwd, maar scheidde in 2017 van zijn echtgenote. Hij heeft zes kinderen met haar.
Twee nummers van het zesde studioalbum van Muse, The 2nd Law, zijn geschreven door Wolstenholme. Save Me en Liquid State zijn beide nummers die gaan over de alcoholverslaving die hij overwonnen heeft. Wolstenholme is gestopt met het drinken van alcohol nadat hij zich realiseerde dat hij anders net zo als zijn vader zou eindigen. Deze overleed aan het overmatig gebruik van alcohol. Wolstenholme was toen 17 jaar.

## Muzikale uitrusting
Wolstenholme heeft al diverse basgitaren versleten sinds het begin van Muse. Hij begon met basgitaren van Warwick en Bass Collection in combinatie met een Ampeg-versterker. In het nummer Unintended gebruikte hij een elektronische contrabas.
In de Origin of Symmetry-periode maakte hij gebruik van speciaal gemaakte basgitaren van Pedulla. Deze hadden 4 in plaats van 5 snaren. Hij maakt nu gebruik van Marshall-versterkers.
Bij het opnemen van Absolution maakte Wolstenholme naast zijn Pedulla-basgitaren ook weer gebruik van zijn Warwick-basgitaren. Ook gebruikte hij een Fender Jazz Bass voor Sing for Absolution.
Sinds Black Holes and Revelations maakt Wolstenholme gebruik van basgitaren van Rickenbacker. Ook de Fender Jazz Bass is weer van de partij. Tijdens HAARP speelt Wolstenholme op een gegeven moment gitaar. Nichols is verantwoordelijk voor het basgitaar-werk, Bellamy bevindt zich achter de piano. Ook speelt hij vanaf nu Man with a Harmonica uit Once Upon a Time in the West op een mondharmonica als intro van het nummer Knights of Cydonia.
Tijdens de opnames van The Resistance is hij te zien met een Gibson Grabber.
Sinds 2012 gebruikt Wolstenholme aangepaste Status Graphite-basgitaren. Hij houdt één Fender Jazz Bass over voor het nummer Panic Station. Tijdens Madness is hij te zien met een aangepaste dubbele basgitaar. De linkerkant is een Misa Kitara, de andere kant een basgitaar van Status Graphite.

## Discografie

### Met Muse
- Showbiz (1999)
- Origin of Symmetry (2001)
- Hullabaloo Soundtrack (2002)
- Absolution (2003)
- Black Holes and Revelations (2006)
- HAARP (2007)
- The Resistance (2009)
- The 2nd Law (2012)
- Drones (2015)
- Simulation Theory (2018)

## Trivia
- Elke keer dat de band het nummer Plug In Baby speelt, wil Wolstenholme een nieuwe set snaren op zijn basgitaar.
- Bij genoeg animo en tijd speelt hij tijdens een tournee een voetbalpartij met fans.
- Wolstenholme laat interviews en andere promotionele activiteiten vaak over aan Bellamy en Howard.